# Гаджиев, Абдурашид Гаджиевич
Абдурашид Гаджиевич Гаджиев (2 сентября 1930, Куркли — 12 сентября 2011, Москва) — советский и российский учёный-историк, специалист в области антропологии, доктор исторических наук, профессор.

## Биография
Абдурашид Гаджиев родился 2 сентября 1930 года в горном селении Куркли (ныне — Лакского района Дагестана). Окончил среднюю школу с золотой медалью. В 1955 году с отличием окончил Дагестанский государственный медицинский университет. Начал работать врачом. В 1962 году после завершения учебы в аспирантуре при Институте этнографии АН СССР начал работать в Институте истории, языка и литературы Дагестанского филиала АН СССР.
В 1963 году защитил кандидатскую диссертацию на тему «Этническая антропология Дагестана». в 1971 году защитил докторскую диссертацию на тему «Антропология малых популяций Дагестана».

## Научная деятельность
Основные направления научно-исследовательской работы Абдурашида Гаджиева — антропология Дагестана, экономическая антропология, история экономических учений. По этим проблемам им опубликовано около 200 научных работ, в том числе монографии «Вглубь веков» (Махачкала, 1968), «Древнее население Дагестана (по данным краниологии)», «Пути повышения народного благосостояния» (Махачкала, 1982), «Инфляция и проблемы социальной защиты населения в период формирования рыночных отношений» (Москва, 1999, в соавторстве), «Очерки экономической антропологии» (Москва, 1999).

## Семья
Двое детей. Дочь: Сиана (1975), сын: Камил (1978), известный спортсмен, медиа менеджер, общественный деятель, президент промоутерской компании «Fight Nights Global».